# سيد مهذب وسيدات (رواية)
سيد مهذب وسيدات (بالإنجليزية: Gentleman and Ladies)‏ هي رواية للكاتبة البريطانية سوزان هيل، نشرت عام 1968، لأول مرة عن دار نشر هاميش هاميلتون. الرواية حائزة علي المركز الثاني لجائزة جوي لويلين ريس John Llewellyn Rhys Prize الني نهنم بموضوعات الموت والصحة العقلية ، ورفاهية كبار السن، ومنحت سوزان هيل الجائزة علي الرغم من كونها في سن الشباب وقت كتابة هذه الرواية.

## تقديم
تبدأ القصة في جنازة في قرية هافرستوك وتنتهي في حفل زفاف. يظهر شخص غريب في جنازة فيث لافندر. تشعر شقيقتا فيث وجيرانها بالحيرة من الرجل، وسرعان ما تخرج تلك المشاعر، التي تم قمعها حتى الآن، إلى السطح بينما تتصاعد التوترات". أسلوب هيل هو أن الانطباع السريع افضل من البحث في الجوهر، جوانب كثيرة من الحياة بين المواطنين الإنجليز كبار السن واضحة بشكل حاد.